# 平麟伯
平麟伯（1915年9月—），男，浙江嘉兴人，中华人民共和国政治人物，曾任湖北省政协副主席，中华全国工商业联合会常务委员。